# Saint-Christophe-de-Chaulieu
Saint-Christophe-de-Chaulieu ist eine französische Gemeinde mit 88 Einwohnern (Stand: 1. Januar 2022) im Département Orne in der Region Normandie (vor 2016 Basse-Normandie). Sie gehört zum Arrondissement Argentan und zum Kanton Domfront en Poiraie (bis 2015 Tinchebray). 

## Geographie
Saint-Christophe-de-Chaulieu liegt etwa 60 Kilometer westlich vom Stadtzentrum von Argentan. Umgeben wird Saint-Christophe-de-Chaulieu von den Nachbargemeinden Vire Normandie im Norden und Westen, Le Ménil-Ciboult im Osten und Nordosten, Tinchebray-Bocage im Osten, Le Fresne-Poret im Süden, Sourdeval im Südwesten sowie Chaulieu im Westen.

## Bevölkerungsentwicklung
| 1962                      | 1968 | 1975 | 1982 | 1990 | 1999 | 2006 | 2011 | 2016 |
| ------------------------- | ---- | ---- | ---- | ---- | ---- | ---- | ---- | ---- |
| 168                       | 152  | 144  | 123  | 98   | 96   | 114  | 103  | 95   |
| Quelle: Cassini und INSEE |      |      |      |      |      |      |      |      |

## Sehenswürdigkeiten
- Kirche Saint-Christophe aus dem 17. Jahrhundert

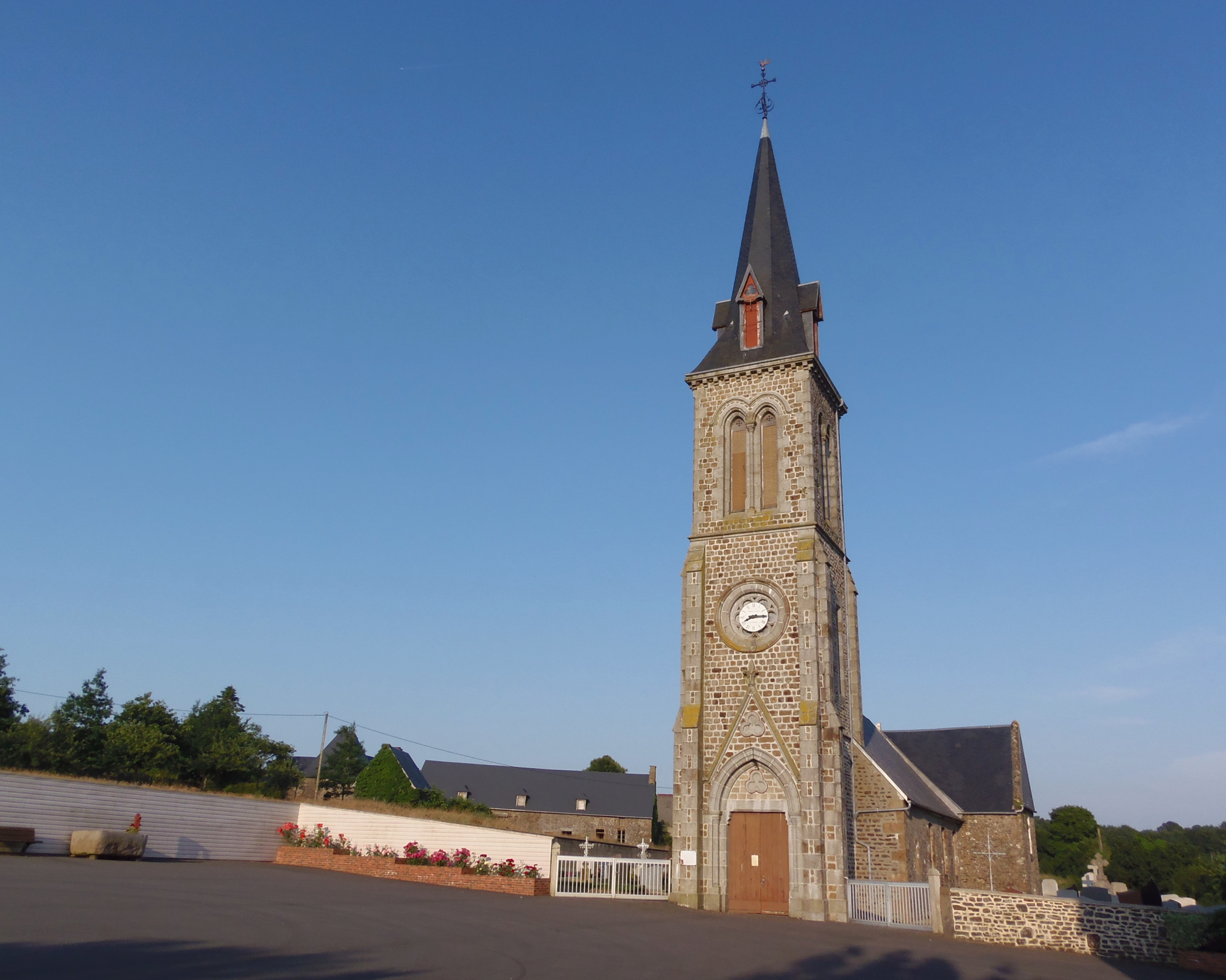
Kirche Saint-Christophe